# Gandab Guliyeva
 (avril 2023).
Gandab Guliyeva (en azéri: Qəndab Həbib qızı Quliyeva ; née le 10 août 1949 à Dilagarda, district de Fuzuli, RSS d'Azerbaïdjan et morte le 26 juin 2017 à Bakou, Azerbaïdjan) est une chanteuse, actrice, Artiste du peuple de la République d'Azerbaïdjan.

## Études
En 1976-1980,  Gandab Guliyeva étudie au Collège national de musique d'Azerbaïdjan Asaf Zeynalli, et en 1991-1996 à l'Université d'État de la culture et des arts d'Azerbaïdjan. En même temps elle prend des leçons de mugham. En 1980 elle obtient le diplôme de l'école de musique de Bakou du nom d'Asaf Zeynally. 

## Activité artistique
En 1981, elle travaille comme soliste au Théâtre national d'opéra et de ballet d'Azerbaïdjan et interprète les rôles de Leyli, Asli (Uzeyir Hadjibeyov - Leyli et Madjnun, Asli et Karam), Arabzangui (Muslim Magomayev - Chah Ismayil), Chahsanem (Zulfugar Hadjibeyov - Achiq Garib), Gulbahar (Chafiga Akhundova- La roche de la mariée), Chanteuse de mugham (Ramiz Mustafayev - Vaqif).
Le répertoire de Khananda comprend des dastgahs et des classifications de mugham. Ses enregistrements de Kharidj Segah, Chahnaz, Mahur-Hindi, Bayati-Shiraz, Chur mughams sont conservés à la Fondation AzTR.
L'enregistrement du mugham Tchahargah interprété par khanande est inclus dans le CD Anthologie de Mugham en France. Gandab Guliyeva est également engagée dans des activités pédagogiques. Elle enseigne le mugham à Université d'État de la culture et des arts d'Azerbaïdjan. 

## Distinctions
- Artiste émérite de la RSS d'Azerbaïdjan (1989)
- Artiste du peuple d'Azerbaïdjan (1992)